# Flick Ohmsford
Flick Ohmsford è un personaggio della trilogia di Shannara scritta da Terry Brooks. È fratello di Shea Ohmsford, personaggio principale del primo romanzo della serie di Shannara, La Spada di Shannara.

## Storia
Flick è insieme a Shea quando quest'ultimo è informato dal druido Allanon del suo retaggio quale discendente di Jerle Shannara e parte con lui alla ricerca della Spada di Shannara, il potente artefatto magico capace di sconfiggere definitivamente il Signore degli Inganni. Flick non ha sangue elfo nelle vene e sebbene assolutamente devoto al fratello Shea, Flick ha un carattere opposto in quanto spesso sarcastico e pessimista.
Sebbene all'inizio si senta abbastanza inutile in confronto agli altri membri del gruppo che viaggia verso Paranor, Flick nel corso della storia esibirà risolutezza e coraggio riuscendo a trovare il sistema per far oltrepassare il Nodo alla compagnia e riuscendo a salvare la vita al re degli Elfi Eventine Elessedil, prigioniero dei troll nemici.